# 克里斯提尼

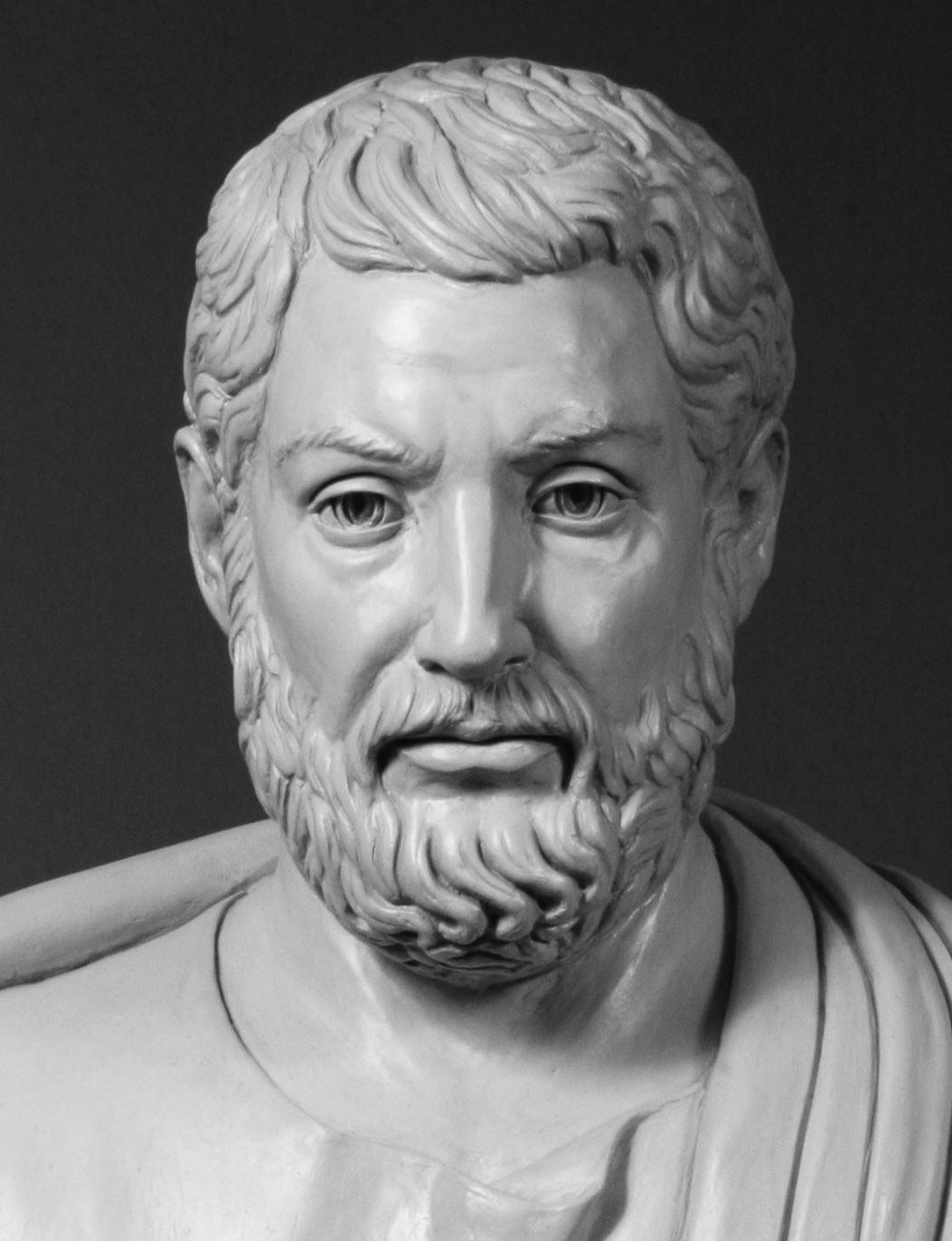
克里斯提尼的现代肖像，其被尊为“雅典式民主之父”

克里斯提尼（Κλεισθένης）是古代雅典政治家，属于被诅咒的阿爾克馬埃翁家族。他因为前508年对雅典的政治机构进行了改革，将其建立在民主的基石上而为人所知。他的外祖父是僭主西库翁的克利斯提尼，父母分别是墨迦克勒斯和阿佳丽斯特（Agariste）。
他在家族的支持和斯巴达人的帮助下推翻了庇西特拉图之子希庇阿斯对雅典的统治。然而在独裁政权倒台后的权力真空中，他又面对着伊萨哥拉斯的挑战。后者抢得先手，于公元前508-507年成为执政官；而克里斯提尼则以改革的方案赢得了大众的支持。伊萨哥拉斯见势向斯巴达国王克里昂米尼一世寻求支援以流放克里斯提尼，得到了回应。后者派出一小支军队，重申了阿尔刻迈翁家族的诅咒，迫使克里斯提尼及其支持者流落他乡，而伊萨哥拉斯则在无人竞争的情况下攫取了政权。他试图建立寡头统治，并寻求解散议会。此举遭到议会的强烈抵制，而后者也受到雅典人民的广泛支持。伊萨哥拉斯及其幕僚被迫逃奔卫城，在那里被围困了两天。而他们终于在第三天投降，交出权力。如此克里斯提尼得以被召回，重新掌握权力并继续他的民主改革。
他首先撤销了四个传统部落，因为它们产生于家庭关系，容易导致独裁统治。他将阿提卡地区分为139个“自治区”（δῆμος），它们被划分到30个“三分区”（trittyes，每个三分区包含三个左右的自治区）和10个Phylai（单数为Phyle，可以翻译为“部落”，但并不准确）。每个Phyle由三个“三分区”组成，而它们分别来自城市（asty，即雅典周边）、海岸（paralia）以及内陆（mesogeia）。他还设立了由抽签决定，而非基于裙带或遗传关系的立法机构。他重组了议会（五百人會議），在梭伦建立的时候为400名成员，而他改为500人：每个Phyle贡献五十人。法庭系统（Dikasteria，陪审法庭）得到重新组织，每天有200至5000人被选出参与陪审，其中每个Phyle提供至多500人。500人议会的职责是向选民大会提供法案，后者在每年约集结四十次以履行其职责。被提议的法案可能被通过、驳回或者发回议会进行修订。
克里斯提尼创建了陶片放逐法（于公元前487年首次实施），让民众有权将一位公民放逐长达十年。最早这一制度被设计用来防止对民主制度的破坏，例如运用于某个有野心成为僭主的人。然而，被认为具有太多权力的市民很快就成了放逐的目标人物，例如公元前485/84年的桑提波斯。在这套体系中，被放逐者的财产将会保留，但他本人不允许进入他被放逐时的城邦。
克里斯提尼将这些改革称为“均法”（isonomia）而非“民主”。而他在改革后的生平一直是一个謎，没有任何现存的古代典籍记载。